# Agrate Brianza
Agrate Brianza est une commune de la province de Monza et de la Brianza, dans la région Lombardie, en Italie.

## Administration
| Période                                  | Période | Identité | Étiquette | Qualité |
| ---------------------------------------- | ------- | -------- | --------- | ------- |
|                                          |         |          |           |         |
| Les données manquantes sont à compléter. |         |          |           |         |

### Hameaux
Omate.

### Communes limitrophes
Vimercate, Monza, Concorezzo, Burago di Molgora, Cavenago di Brianza, Cambiago, Caponago, Brugherio, Carugate.

## Jumelages
- Česká Třebová (Tchéquie).